# بارتالامیو آگبچ
بارتالامیو آگبچ (هلندی: Bartholomew Ogbeche؛ زادهٔ ۱ اکتبر ۱۹۸۴) یک بازیکن فوتبال اهل نیجریه است.
وی همچنین در تیم‌های ملی فوتبال نیجریه نیجر بازی کرده‌است.